# Episodi di Burn Notice - Duro a morire (seconda stagione)
La seconda stagione della serie televisiva Burn Notice - Duro a morire è stata trasmessa in prima visione negli Stati Uniti d'America dal canale via cavo USA Network dall'11 luglio 2008 al 5 marzo 2009.
In Italia la stagione è stata trasmessa in prima assoluta in lingua italiana dal canale satellitare FX dal 20 maggio al 16 luglio 2009.
Nella Svizzera Italiana la stagione è stata trasmessa da RSI LA1 dal 14 agosto al 4 settembre 2009.
| nº | Titolo originale       | Titolo italiano          | Prima TV USA      | Prima TV Italia |
| -- | ---------------------- | ------------------------ | ----------------- | --------------- |
| 1  | Breaking and Entering  | Violazione di domicilio  | 11 luglio 2008    | 20 maggio 2009  |
| 2  | Turn and Burn          | Una nuova cliente        | 17 luglio 2008    | 27 maggio 2009  |
| 3  | Trust Me               | La truffa                | 24 luglio 2008    | 27 maggio 2009  |
| 4  | Comrades               | Compagni                 | 31 luglio 2008    | 3 giugno 2009   |
| 5  | Scatter Point          | Un colpo andato male     | 7 agosto 2008     | 3 giugno 2009   |
| 6  | Bad Blood              | Operazione riciclaggio   | 14 agosto 2008    | 10 giugno 2009  |
| 7  | Rough Seas             | Mari in tempesta         | 21 agosto 2008    | 10 giugno 2009  |
| 8  | Double Booked          | Cercasi killer           | 11 settembre 2008 | 17 giugno 2009  |
| 9  | Good Soldier           | Pericolo di morte        | 18 settembre 2008 | 17 giugno 2009  |
| 10 | Do No Harm             | L'attentato              | 22 gennaio 2009   | 24 giugno 2009  |
| 11 | Hot Spot               | La ricerca continua      | 29 gennaio 2009   | 24 giugno 2009  |
| 12 | Seek and Destroy       | Cerca e distruggi        | 5 febbraio 2009   | 1º luglio 2009  |
| 13 | Bad Breaks             | Gelosie                  | 12 febbraio 2009  | 1º luglio 2009  |
| 14 | Truth & Reconciliation | Verità e riconciliazione | 19 febbraio 2009  | 9 luglio 2009   |
| 15 | Sins of Omission       | Spia contro spia         | 26 febbraio 2009  | 9 luglio 2009   |
| 16 | Lesser Evil            | Alleanze                 | 5 marzo 2009      | 16 luglio 2009  |

## Violazione di domicilio
- Titolo originale: Breaking and Entering
- Diretto da: Paul Holahan
- Scritto da: Matt Nix

## Una nuova cliente
- Titolo originale: Turn and Burn
- Diretto da: John T. Kretchmer
- Scritto da: Alfredo Barrios Jr.

## La truffa
- Titolo originale: Trust Me
- Diretto da: Paul Holahan
- Scritto da: Craig S. O'Neill

## Compagni
- Titolo originale: Comrades
- Diretto da: John T. Kretchmer
- Scritto da: Matt Nix e Jason Ning

### Trama
Mentre Mike indaga sulla copertura di Carla, Nate torna a Miami e chiede aiuto al fratello per un'amica che ha dei guai con la mafia russa, che ha fatto rapire la sorella. Nate ha anche trovato un lavoro onesto come autista. La cliente è Katia, la cui sorella si è fatta portare in America da un gangster che ora vuole dei soldi per lasciarla andare.
Indagando su Carla, Sam ha scoperto di poter parlare con Harvey Gunderson, segretario e tesoriere dell'associazione degli agricoltori. Seguendo gli indizi lasciati da Carla, Sam gli chiede una lista di nominativi sperando di scoprire come contattare Carla.
Mike e Sam decidono di interrogare Ivan, il rapitore, per farsi dire dove tiene le ragazze. Dopo che Fiona lo ha catturato, si scopre che il suo contatto è Takarov, mafioso russo residente a Miami.
Sam inizia l'interrogatorio ma non sembra avere fortuna, così gli viene l'idea di far diventare Michael un finto compagno di cella di origine russe. Questo porta i due a coinvolgere anche Nate, che deve impersonare la guardia. Fiona e Nate picchiano Michael per avvalorare le apparenze e, una volta insieme a Ivan, Mike cerca di fare la parte del compagno tradito e si conquista la fiducia di Ivan. Intanto Sam e Fi vanno al ristorante di Takarov e si infiltrano al piano superiore, ma trovano merce relativa ad altri affari e non le ragazze. Nate convince Katia, sempre più impaziente, a fidarsi di Michael. Sam invece continua a torchiare Ivan per farlo cedere, poi va ancora a pranzo con Gunderson per fargli consegnare la lista di esperti agricoli. Per convincerlo finge di essere un agente dell'antidroga che fingeva di voler coltivare oppio. Mike scopre da Ivan che se non si fa vivo, i suoi uomini uccideranno le ragazze. Così cambia tattica e decide di "scappare" con Ivan. Madeline intanto cerca di far capire a Michael che deve dare fiducia a Nate perché gli vuole bene ed è sempre stato il suo eroe. Ivan e michael scappano insieme dopo che Mike finge di uccidere Nate e Sam, poi i due vanno dalle ragazze e Michael manda Ivan da Takarov che gli racconta ciò che è successo servendosi su un vassoio d'argento come traditore. Le ragazze sono liberate e i due fratelli Westen si scambiano addirittura dei "complimenti".
Sam scopre che Carla ha una casella postale a Miami, così Mike e Fiona iniziano a fare degli appostamenti.

## Un colpo andato male
- Titolo originale: Scatter Point
- Diretto da: Rod Hardy
- Scritto da: Ben Watkins

### Trama
Michael e Fiona continuano gli appostamenti e seguono una segretaria che ritira la posta dalla casella di Carla. Così facendo trovano la sua base a Miami. Intanto un uomo di nome Trevor si presenta a casa di Michael per chiedergli aiuto. È un ex-galeotto che procurava auto e mezzi per dei furti, una specie di "facilitatore" esperto delle fughe. Ora Timo, un ladro di gioielli, vuole di nuovo il suo aiuto per un colpo, ma Trevor ha un figlio a cui a promesso di non fare più il ladro. Michael, dopo aver resistito a lungo, decide di aiutarlo. La gang di Timo è composta da professionisti esperti in vari campi. Michael vuole bloccare il loro piano facendo sì che un membro della banda, lo scassinatore, sia arrestato. Sam si fa picchiare sotto gli occhi della polizia per farlo arrestare, ma Timo vuole mandare comunque avanti il colpo, così Mike cambia tattica e diventa il sostituto dello scassinatore. Intanto, Michael piazza una webcam davanti all'edificio di Carla. Sam, invece, festeggia un anniversario con Veronica, con cui sta da parecchio tempo, e lei gli chiede di sposarla. Intanto Mike si allena con l'apertura delle casseforti e Timo lo mette alla prova facendogliene aprire una. Più tardi, Timo illustra il piano a Michael che vorrebbe capire il luogo della rapina. Dopo aver chiesto a Timo che tipo di cassaforte deve aprire e quando è stata installata, lui e Sam trovano il probabile bersaglio del colpo, solo che C.J., uno degli uomini, si è infiltrato nella sicurezza e quindi sarà più difficile risolvere il problema. Sam si confida con Fiona e le dice che non può sposare veronica perché anni prima si era sposato ma non aveva mai trovato il tempo di separarsi. Mike vuole entrare nell'edificio di Carla e organizza la missione, ma Timo lo chiama proprio mentre sta per entrarci, così è costretto a mandare tutto all'aria. Prima del colpo Mike riesce a lasciare un messaggio per Sam e Fiona per avvisarli, poi segue Timo e cerca di aprire la cassaforte nei 19 minuti di tempo. Intanto Sam fa scattare l'allarme dell'edificio da fuori e buca la gomma di Timo per farlo arrivare tardi al ritrovo stabilito. In questo modo quando i criminali si trovano, Michael fa credere che Timo li abbia traditi e sia scappato con i gioielli, che in realtà non ha fatto in tempo a rubare. Per avvalorare la sua tesi, Sam e Fiona fanno saltare in aria la casa galleggiante dove si dovevano incontrare. Kandi, la criminale addetta all'uso della forza, va da Timo e lo uccide per vendicarsi. Veronica caccia Sam di casa e lo lascia, così lui si trasferisce da Michael. Quando Mike e Fi tornano all'edificio di Carla e lui riesce a entrare, scopre che è già stato sgombrato e ci trova il video della sorveglianza nel quale si vede lui mentre prova a entrare. Carla gli ha anche lasciato dei palloncini, una bottiglia di champagne e un cruciverba già fatto.
- Altri interpreti: Oded Fehr (Timo)

## Operazione riciclaggio
- Titolo originale: Bad Blood
- Diretto da: Bronwen Hughes
- Scritto da: Matt Nix e Rashad Raisani

### Trama
Dopo aver decifrato il cruciverba, Mike si incontra con un uomo di Carla, Victor, il quale gli ricorda che vogliono sfruttare Michael per fare dei lavori per loro, poi gli lascia un cellulare che dovrà tenere sempre con sé. Quando Mike prova a minacciarlo, Victor risponde con una pistola, facendogli capire "chi comanda". Mike allora manda Sam da Madeline per proteggerla. Intanto Ricky, amico di infanzia di Mike, cerca il suo aiuto perché rischia di essere incastrato per un ammanco di denaro dai conti di Valentine, mogul di una casa discografica ed ex-gangster. Il colpevole è di sicuro Eddie, assistente di Valentine, ma servono i suoi libri contabili per provarlo.
Intanto Victor comunica a Mike che come primo lavoro dovrà trasportare un oggetto seguendo le loro indicazioni. Mike cerca di togliere il GPS dal cellulare, ma ci trova bigliettino che lo invita a non farlo.
Fatto partire un finto allarme bomba, Mike entra negli uffici di Valentine per rubare i libri contabili, ma non c'è niente di evidente perché Eddie vuole riciclare i soldi rubati creando delle attività di facciata. Allora decide di intromettersi per fargli riciclare il denaro "a modo suo". Mike gli si presenta come "Jimmy" e gli propone un affare immobiliare da due milioni di dollari. Valentine però chiama i suoi uomini per una riunione e Ricky è convinto che voglia fargli del male. In realtà, dopo aver licenziato un altro dei suoi, Valentine dà due giorni a Ricky per recuperare i soldi spariti.
Victor va da Michael e si intromette mentre sta per concludere l'affare con Eddie, rovinando la sua copertura e facendolo scappare con la finta minaccia di avere i federali alle costole. Mike però trova il modo di rigirare la frittata e dare la colpa a Eddie, poi Sam gli mette paura fingendo di essere un federale che gli sta facendo foto per tenerlo d'occhio. Invece, per scoprire cosa vuole trasportare Victor, Mike trasforma il bagagliaio della sua auto in un lettore a raggi x.
Eddie chiama "Jimmy" per chiedergli aiuto per trasferire i soldi, poi manda degli uomini a uccidere Ricky. Fiona lo salva fingendo di essere una sua ex molto arrabbiata e facendo scattare l'allarma di casa. Michael incita Eddie a uccidere Ricky da solo per risolvere il problema. Sam e Fiona adescano Valentine e lo portano a casa di Ricky mentre Eddie va a "ucciderlo". Valentine origlia tutta la conversazione fra i due e si intromette dopo la confessione di Eddie. Ricky ringrazia Michael che in cambio gli chiede alcuni soldi per permettere a Fiona di fare un po' di spese, come le aveva promesso.
Mike fa il colpo con Victor e, grazie alla foto a raggi x, scopre che hanno rubato un fucile di precisione.

## Mari in tempesta
- Titolo originale: Rough Seas
- Diretto da: Jeremiah S. Chechik
- Scritto da: Alfredo Barrios Jr. e Michael Horowitz

### Trama
Mike scopre che Fiona si sente con un uomo che vuole uscire con lei mentre vanno a un incontro con Seymour, trafficante d'armi un po' folle, per scoprire qualcosa di più sul fucile. Seymour porta Michael con sé mentre deve concludere un affare con dei bulgari. Quando li minaccia perché lo hanno pagato solo metà di quanto pattuito, i trafficanti inseguono Mike e Fi mentre scappano. Nel frattempo Virgil è tornato in città per aiutare la figlia di una suo vecchio amico, Marcela, la quale dirige un centro medico in città che è stato derubato di un carico di medicine da milioni di dollari. Mike accetta di aiutarlo però gli proibisce di vedere Madeline. I due vanno a Boca per parlare con un trafficante di farmaci, Feldman, il quale confessa che il venditore è Gerard, un trafficante psicopatico. Mike gli dice di procuragli un appuntamento per dire che saranno i suoi "compratori". Mike si vede ancora con Seymour per avere informazioni su dove sarà calibrato il fucile, ma ancora una volta deve scappare dal bulgaro che lo insegue.
A una festa di Gerard si presenta Sam che adotta l'identità del compratore "Chuck Finley". Gerard ha già venduto la partita di antivirali, quindi Mike è costretto a entrare nella sua banda come infiltrato per scoprire dove li tiene. Mike finge di non essere geloso del fatto che Fiona esca con un altro, poi finalmente Seymour gli promette di trovare le informazioni che gli servono.
Sam chiede a Gerard di rubare un carico di sostanze dopanti e introduce "Jackson" (Michael), chimico che lavora nella fabbrica da derubare. Mike si finge un personaggio debole e asmatico. Poi porta Gerard a vedere Virgil, il quale sarebbe l'uomo che sposterà il carico in barca. Intanto Madeline si presenta da Virgil e lui la caccia frettolosamente, come gli ha chiesto di fare Michael. Visto che dovrà rimanere con Gerard tutta notte, Mike chiama Fiona e la attira al bar; con un finto incidente d'auro i due riescono a parlare di nascosto e Mike è visibilmente contento che l'incontro galante di Fi sia andato a monte. Quando Mike scopre che vogliono uccidere Virgil a lavoro concluso, fa in modo di essere lui a sparargli quando arrivano sulla barca, così Virgil deve solo fingere e cadere in acqua. Sam e Fi seguono il gruppo fino al magazzino, ma le medicine non sono visibili. Per farle portare fuori direttamente da Gerars, Mike fa credere che Chuck Finley sia un cattivone che sfrutta i ladruncoli e poi li uccide. Mentre spostano tutte le sostanze dal magazzino, inclusi gli antivirali, Fiona chiama la polizia che arriva sul posto proprio dopo che Mike fa esplodere un camion portato da Sam.
Alla fine Michael lascia uscire Madeline e Virgil a cena e poi va con Fiona da Seymour, confessandole che è stupenda con il vestito che ha messo per uscire con altro uomo. Seymour attacca a sorpresa i due ospiti, poi spiega a Mike che il posto dove hanno lavorato sul fucile è stato distrutto e il proprietario è stato ucciso. Seymour sa anche che un uomo ha comprato diversi accessori per il fucile e si chiama Bill Johnson.

## Cercasi killer
- Titolo originale: Double Booked
- Diretto da: Tim Matheson
- Scritto da: Craig S. O'Neill e Jason Tracey

### Trama
Mike e Sam cercano tutti i Bill Johnson di Miami, frugando nella spazzatura fuori dalle loro case. Quando pensa di aver finalmente trovato quello giusto, Michael fa indagare Sam. Intanto Larry Sizemore, un ex-collega di Mike creduto morto dall'agenzia, si presenta alla sua porta. Vuole pagarlo per uccidere una donna, ma Mike ovviamente accetta per salvarla. Fiona nel frattempo gli presenta Campbell, il suo nuovo ragazzo paramedico, e Michael cerca di ignorare la cosa. Sam conosce Larry e lo detesta, ma Fiona non sa chi sia: Mike le racconta che era un agente con cui lavorava nei Balcani e che poi si era fatto credere morto per "mettersi in proprio". Mike vuole scoprire il mandante dell'omicidio per salvare la vittima designata, Jeannie Anderson, che si occupa soprattutto di beneficenza grazie ai soldi del marito, ora malato. Mike parla con lei e la convince a fidarsi di lui. Jeannie crede che il mandante sia Drew, figliastro del marito che non sopporta l'idea che lei sia inclusa nel testamento.
Sam nel frattempo ha scoperto che Johnson è un ex-marine che è stato congedato con disonore e decide di mettere una cimice per controllarlo. Fiona si stabilisce a casa di Jeannie per proteggerla e piazza un cellulare per ascoltare una chiamata del ragazzo al suo contatto, durante la quale chiede di fare spostare il luogo dell'esecuzione perché sua madre ha un ospite. In realtà Drew ha assunto due diversi sicari e quando Larry lo scopre vorrebbe uccidere tutti per risolvere il problema. Mike lo tiene calmo per un po' e si finge Larry con Drew, al quale ordina di annullare il lavoro con gli altri sicari ingaggiati se non vuole morire.
Madeline intanto chiede a Mike di vedere insieme un analista a casa loro e Mike non prende la cosa sul serio. L'analista gli dà il compito di trovare cinque cose di cui è grato a Madeline.
Michael va a casa di Johnson e fa uscire la padrona per entrare a indagare, così trova un altro cruciverba lasciato da Carla. Drew comunica a Mike che non è riuscito ad avvisare il secondo sicario che sta andando a uccidere Jeannie con un camion ribaltabile che causerà un incidente d'auto.
Mike deve fare presto per salvare Jeannie e Fiona, la quale non è raggiungibile a causa di un disturbatore per cellulari.
Mike interviene in auto e blocca il camion che gli finisce addosso, poi Fiona lo porta via un po' stordito dopo che ha anche steso il sicario. Larry sembra andare via soddisfatto, ma poco dopo la sua partenza Drew chiama Mike e spiega che un uomo si è presentato da lui come Michael Westen e vuole continuare la missione e uccidere Jeannie. Mike intuisce che Larry ha rubato la sa identità e scopre che vuole avvelenare la donna al suo pranzo di beneficenza. Fiona va al pranzo e vede Larry spruzzare una sostanza sulla forchetta di Jeannie, così la invita a fingere un malore e la porta via con l'ambulanza di Campbell, coinvolto nella missione da lei e Sam. Inscenata la falsa morte della donna, Mike esorta Drew a fingere di volere pagare Larry e si prepara a ucciderlo con un fucile di precisione. Quando Drew incontra l'ex-spia, Larry rimane nascosto dietro a un muro e capisce che Mike lo sta puntando, così uccide Drew e Mike non riesce a sparargli, in parte per non dover uccidere un "vecchio amico".
L'analista fa sfogare sia Mike che Madeline, che confessa di essere stata lei a firmare il suo permesso per andare via anni prima perché temeva che avrebbe preso una brutta strada. Allora Mike la ringrazia per questo.
Quando Sam scopre che il cecchino Johnson è un altro uomo sfruttato da Carla che ha un appuntamento per sabato, lui e Mike lo seguono e scoprono che ha il badge che Carla aveva fatto copiare a Mike e serve a entrare in un edificio.

## Pericolo di morte
- Titolo originale: Good Soldier
- Diretto da: Jeff Freilich
- Scritto da: Alfredo Barrios Jr.

### Trama
Dopo essere entrato nell'edificio dove Carla aveva mandato il cecchino Bill Johnson, Michael si rende conto che sarebbe un punto perfetto da cui sparare per uccidere un eventuale obiettivo su un battello che passa ogni giorno nella striscia di mare sottostante. Sam e Mike iniziano così a sorvegliare Carla nel suo hotel, convinti che un omicidio sia ormai imminente. Nel frattempo, però, Fiona convince Mike a occuparsi di un caso che sta a cuore al suo ragazzo Campbell, che ha conosciuto un uomo di nome Henry che è impiegato in un'azienda di servizi di sicurezza ed è ricattato da un rapitore di nome Lesher che vuole il suo aiuto per rapire Isabella Arroyo, la figlia di un magnate del petrolio venezuelano. Fi e Michael parlano di Campbell e lui ammette che lo trova gentile, ma non si sbilancia e, ogni volta che lei gli chiede qualcosa, continua a glissare sull'argomento.
Intanto l'ex-spia scopre anche che il fratello Nate ha ipotecato casa di Madeline per aprire una società di affitto di limousine. Mike decide di avvicinare Lesher fingendo di essere una guardia del corpo al servizio di Isabella, di avere recentemente divorziato e di avere problemi con l'alcool. Lesher ben presto gli chiede di lavorare per lui.
Intanto continua la sorveglianza di Carla e Sam procura a Michael le credenziali per entrare nella stanza della donna. Mike trova un dossier riguardante l'operazione, ma non ci sono informazioni sull'obbiettivo.
Lesher vuole ingaggiare Mike per il rapimento, ma prima si fa vedere al lavoro come guardia del corpo di Isabella. Mike chiama anche Sam e Nate per recitare come finte guardie del corpo. Nel frattempo, Carla chiama Mike dopo aver scoperto che ha usato il badge per entrare nell'edificio e lo mette in guardia sul farsi gli affari degli altri. La sorveglianza extra colpisce Lesher, ma il rapitore vuole portare avanti la sua missione e obbliga Mike ad aiutarlo dall'interno per rapire Isabella, minacciandolo con la forza.
Ascoltando le conversazioni di Lesher, il team scopre che il rapimento è proprio legato al lavoro di Arroyo come petroliere.
Mike contatta Lesher di notte e confessa di non voler rapire Isabella e di voler cambiare vita dopo aver avuto una rivelazione mistica. Fiona lo ascolta mentre parla e rimane toccata dalle sue parole, intuendo che sta parlando anche di loro. Lesher finge di accettare di rimandare il rapimento ma manda un uomo a uccidere Mike, che ovviamente lo batte. Mentre Lesher sta andando a intercettare Isabella, Mike appare con un'auto e si schianta addosso alla macchina di Lesher, facendo una scena teatrale per attirare la polizia mentre l'uomo è ancora stordito. Dopo un pranzo di gruppo per festeggiare, Mike dice a Fiona che è felice se Campbell la rende felice.
Madeline chiama Michael e gli spiega che la polizia sta arrestando Nate con la scusa che la sua società sarebbe una copertura per il riciclaggio di soldi sporchi e anche ricevuto una chiamata da Carla che le ha chiesto di dire a Mike di non impicciarsi. Il team segue Carla all'incontro con un agente misterioso, ma Mike intuisce che è solo una trappola ben ingegnata per tenerlo sotto controllo. Allora scappa in moto per raggiungere il badge a casa e arrivare al cecchino prima che Carla gli dia l'ordine di uccidere. Carla insegue Mike che tuttavia riesce a scappare. Arrivato a casa, però, riceve una chiamata di Sam che lo informa che il cecchino è stato ucciso da una bomba. Mentre Mike sta per entrare nel loft capisce che c'è un ordigno anche da lui e salta dal ponteggio proprio mentre la bomba esplode.
- Altri interpreti: John Allen Nelson (Lesher)

## L'attentato
- Titolo originale: Do No Harm
- Diretto da: Matt Nix
- Scritto da: Matt Nix

### Trama
Michael rinviene e trova Sam ad aiutarlo dopo che il suo appartamento è esploso. Mentre stanno andando in ospedale, Michael nota un uomo che sta per suicidarsi e lo salva. Si tratta di Kenny, che ha dato i suoi soldi a un gruppo di truffatori che gli avevano promesso una cura per suo figlio Jack, che rischia di morire per un problema al cuore. Commosso dal caso e sentendosi coinvolto appena vede Jack, Mike promette di aiutare Kenny. Intanto, però, viene portato a un incontro con Carla che afferma di non aver messo la bomba in casa sua.
Fiona indaga sul materiale esplosivo usato nel loft, poi lei e Sam si presentano alla clinica della truffa e inscenano una commedia per attirare uno dei truffatori, Todd, che la blocca subito come "concorrenza sgradita". Mike interviene e rapisce Todd che, interrogato da Sam, confessa il nome di un altro socio della truffa, Philip.
Mike porta Jack da Madeline e promette di liberare anche Nate. Fiona viene, sul malgrado, affidata alla sorveglianza della casa. Dopo aver trovato il falso dottore Philip, Mike lo mette in cella con Todd e Sam li ascolta, scoprendo così che hanno un capo, una donna. Poi gioca a "Chi parla prima" con i due scagnozzi e finge di buttare Todd giù dalla finestra per sapere tutto del capo dall'altro.
Portato a un altro meeting con Carla, Mike si sente ordinare di investigare per scoprire chi ha cercato di ucciderlo. In cambio, però, chiede il rilascio di Nate.
Fiona fa da babysitter a Jack e quando Madeline la invita a essere se stessa, lei lo fa giocare con i soldatini e gli insegna che tipo di armi e abitudini hanno.
Il capo dei truffatori è Rachel, alla quale Mike e Fiona si presentano come due soci che vogliono fare affare con lei, dicendo che trattano casi diversi. Quando Rachel parla a Fiona di come truffa i genitori di bambini malati terminali, lei esplode per la collera e ingaggia una lotta con lei, ma Rachel ha la meglio e scappa. Sull'orlo del fallimento, Mike vorrebbe chiedere dei soldi a Carla, ma Sam lo dissuade e i due si prendono persino a pugni.
Mike allora ha un'altra idea e vorrebbe chiedere l'ambulanza a Campbell per un piano di riserva. L'uomo acconsente, ma lascia Fiona perché capisce che lei ama Michael e nessun altro. Mike chiama Rachel e le propone di dare loro 250.000 dollari e di andarsene da Miami, le fa anche credere di avere ucciso i suoi uomini. Usando un sistema molto sofisticato e basato sul riconoscimento dei suoni, Fiona riesce a trovare la villa di Rachel. Quando la donna cerca di scappare, Mike la blocca e, insieme a Fiona, si fa consegnare i soldi e la obbliga a costituirsi e andare in galera per salvarsi la vita. Jack lascia un disegno per Mike che raffigura lui e Fiona insieme e lo consegna proprio a lei, ribadendo che anche se Campbell l'ha lasciata vuole che lei sia felice. Fiona poi gli spiega che la composizione chimica degli esplosivi fa capire che la bomba era opera di professionisti, così Mike decide di controllare le telecamere della strada per vedere chi è uscito dalla sua finestra. Carla si fa trovare a casa di Michael e gli chiede dei risultati in fretta.

## La ricerca continua
- Titolo originale: Hot Spot
- Diretto da: Stephen Surjik
- Scritto da: Ben Watkins

### Trama
Michael vuole trovare il suo attentatore e Fiona lo sta aiutando, ma Sam lo coinvolge quando l'allenatore Shawn Martin gli chiede un favore in cambio di alcuni biglietti per andare a vedere una partita di football della sua squadra. Il suo giocatore Corey ha fatto arrabbiare un piccolo gangster di nome Felix Cole quando l'ha attaccato con una mazza da baseball per difendere sua sorella minore, scappata da Felix dopo essere stata aggredita da lui. Ora Felix vuole vendicarsi di Corey.
Intanto Carla ordina a Michael di tenerla informata sulle indagini che sta facendo, dato che vuole sapere chi voleva ucciderlo.
Fiona prende a cuore la vicenda e chiede a Michael di aiutare i due ragazzi, che per il momento si nasconderanno a casa di Madeline.
Fingendosi ladri d'auto che vogliono insediarsi nel territorio, Sam, Michael e Fiona instaurano una lotta contro Felix, terrorizzandolo con attentati di vario genere.
Fiona e Michael parlano delle loro finte identità e lei gli confessa che l'uomo che sta impersonando ora gli ricorda lo stesso che ha conosciuto quando si erano innamorati a Dublino. Michael ammette che allora lui era giusto per lei, ora è cambiato.
Il capo di Felix, Tony Soto, rimane colpito dai tre e li mette alla prova per capire se possono lavorare insieme.
Michael incastra Felix e fa in modo che il gangster attacchi una macchina che ha blindato in precedenza proprio mentre loro si stanno incontrando con Soto. In questo modo, sarà proprio lui a occuparsi di Felix e "farlo sparire".
Fiona trova l'indirizzo di casa del presunto attentatore di Michael e quando va a dare un'occhiata fa partire un meccanismo di difesa che incendia immediatamente la casa. Quando Michael arriva sul posto, non sa se Fiona sia riuscita a uscire dalla casa in fiamme e continua a chiamarla, ma il suo telefono è sempre staccato.
Quando torna al suo appartamento la trova lì ad attenderlo, riuscita a scappare appena in tempo da una finestra. Michael, sconvolto per averla creduta morta, si avvicina a lei e i due, finalmente si baciano.
La mattina dopo, Carla si presenta di nuovo da Michael a chiedergli notizie dell'attentatore, ma lui rimane vago sulle sue indagini e, anzi, le chiede aiuto per proseguirle.

## Cerca e distruggi
- Titolo originale: Seek and Destroy
- Diretto da: Scott Peters
- Scritto da: Rashad Raisani

### Trama
Michael chiede aiuto al trafficante di armi Seymour per trovare l'uomo che piazzato la bomba nel suo loft. Intanto Sam nota che lui e Fiona sono di nuovo in "buoni rapporti". Visto che ha bisogno di soldi, Fiona gli procura un incarico con un mercante d'arte, Scott Chandler, che ha bisogno di un investigatore per trovare una spia che lo sta tenendo sotto controllo e ha messo delle cimici nel suo ufficio.
Mike cerca informazioni su questa spia industriale e invita al loft Fiona senza un motivo apparente, così lei intuisce che nasconde qualcosa, forse che è arrabbiato perché dopo che hanno passato notte insieme lei era andata via senza "rimanere per la colazione". Mike cerca un'altra cimice negli uffici di Chandler e trova un congegno di rilevamento dei tasti nella tastiera de computer. Appostandosi di notte, Michael scopre che la spia è la segretaria di Chandler, Melanie. La ragazza rivela che Chandler non è chi dice di essere e lei sta cercando le prove per incastrarlo per l'omicidio di suo padre, un pittore famoso fatto uccidere perché voleva cambiare gallerista. Melanie è sulle tracce del suo ultimo quadro, creduto bruciato nella finta rapina che copriva l'omicidio del padre, ma che potrebbe essere messo sul mercato nero da Chandler. Mike usa un magnete per distruggere l'archivio video della sorveglianza, poi convince Chandler a fargli controllare i suoi file personali. Sam scava a fondo e trova il probabile assassino che fa il lavoro sporco per Chandler, Jacob Orr. Sam e Fiona vanno a cercarlo e lei lo abborda per poi mettere una cimice nel suo cellulare. Così il team scopre che i due hanno creato una società finta per riciclare il denaro dopo che venderanno il quadro. Mike usa la tattica della pressione e manda Chandler in paranoia, convincendolo della furbizia della spia con cui hanno a che fare. Poi entra di nascosto nella galleria e trova una cassaforte segreta che sicuramente contiene i documenti sulla società, ma è apribile solo con un trapano sofisticato.
Seymour intanto trova il terrorista, Derek Poole, barricato nella sua casa con varie misure di sicurezza. Seymour trova anche il tempo di dare dei consigli a Fiona, dicendole che lei e Mike sono "destinati" a stare insieme. Chandler prepara una trappola per attirare la spia nel suo ufficio e Melanie ci casca, così Mike si inventa qualcosa in fretta e furia per salvarla, avvalorando anche la tesi della spia minacciosa facendo saltare in aria la macchina di Chandler. Lui finalmente confessa a Mike del dipinto rubato e lo porta a casa sua, dove è nascosto. Sam si occupa di Orr e lo spinge a credere che Chandler voglia tradirlo e ucciderlo. Mike porta via il quadro dopo aver steso Chandler e Orr va a ucciderlo per vendicarsi.
Melanie paga Mike, che accetta un po' di soldi solo perché lei avrà comunque l'eredità del padre, ma apprezza ancor più il secondo regalo, il dipinto di una farfalla. Mike e Fi vanno a rapire Poole per sapere chi l'ha assunto, ma lui non ha un nome, solo un numero di conto alle Cayman per il pagamento. Seymour regala ai nuovi "amici" un coltello da lancio con incisa la parola "destino", come simbolo del loro legame. Mike allora confessa a Fiona che il mattino dopo la notte passata insieme le aveva portato la sua tortilla preferita e ci era rimasto effettivamente male quando non l'aveva trovata. Lei allora promette di restare, se capiterà di nuovo.
- Altri interpreti: Silas Weir Mitchell (Seymour), Joel Gretsch (Scott Chandler)

## Gelosie
- Titolo originale: Bad Breaks
- Diretto da: John T. Kretchmer
- Scritto da: Michael Horowitz

### Trama
Michael chiede al solito Barry di trovare il conto datogli dal terrorista Derek Poole, ma quando si incontrano intuisce subito che lui ha indosso un microfono. Poco dopo riappare Jason Bly (Alex Carter), tornato a Miami nonostante Mike abbia ancora il fascicolo su di lui. Bly è deciso a usare Barry per ricattarlo a sua volta. Più tardi arriva addirittura a mandare un'ispezione sanitaria al loft di Michael. Nel frattempo un'amica di Madeline, Paula Foster, ha dei problemi con uno stalker di nome Prescott e Mike ci vorrebbe parlare. Quando va alla banca dove lavora Paula, l'ex-spia intuisce che Prescott potrebbe essere interessato al suo lavoro più che a lei. Proprio mentre Bly si presenta al suo fianco in banca per discutere dei loro "affari", Prescott entra nell'edificio con alcuni uomini armati, pronto a fare una rapina, comunicando anche che i cellulari non vanno perché hanno messo fuori uso le comunicazioni. Quando Bly prova ad attaccare uno dei rapinatori, viene subito fermato e Prescott gli spara a una spalla spiegando subito le sue condizioni agli ostaggi. Mike si finge un medico e, con la scusa di dover curare Bly, tenta di risolvere la situazione. Esce dalla stanza degli ostaggi in cerca di materiale medico e così riesce a recuperare altre cose utili, incluso un cellulare. Di nascosto riesce ad amplificare il segnale per chiamare Sam e gli chiede di aprire un varco con dell'esplosivo nel muro che dà sul vicolo. Poi mette dei farmaci nella bibita di uno dei rapinatori. Intanto Sam e Fiona si muovono per andare ad aiutare Mike e bisticciano come al solito su chi sia più importante per lui, visto che in questa situazione ha chiamato prima Sam.
Intanto Michael toglie la pallottola a Bly mentre gli ostaggi creano un buco nel muro per passare nell'altro ufficio. Mike viene poi chiamato a curare un rapinatore feritosi con il trapano manomesso da lui e, nel frattempo, manomette la pistola di Prescott. Quando il criminale vorrebbe uccidere un ostaggio beccato a scavare il buco, Bly si addossa la colpa e Prescott vorrebbe ucciderlo, ma gli esplode la pistola mentre cerca di sparare. Michael lo convince a non uccidere nessuno, promettendo di curargli la mano, poi chiama di nuovo Sam di nascosto per avvisarlo che hanno spostato gli ostaggi e hanno anche chiamato una barca per scappare e devono trovarla e intercettarla. Michael dà delle pillole a Prescott, ma lui non vorrebbe prenderle finché non lo fa anche "il dottore". Così Mike è obbligato a mangiarle e le vomita solo dopo aver fatto svenire uno dei rapinatori. Prima di scappare, i ladri vogliono uccidere tutti gli ostaggi, ma intanto Sam rapisce il loro socio che li attende alla barca. Sam lo obbliga a chiamare Prescott e poi si finge il minaccioso proprietario della banca, pronto a uccidere tutti i rapinatori. Mike avvalora la finta storia di Sam con un racconto di fantasia e Fiona, intanto, fa esplodere il furgone dei malviventi. Uno degli uomini di Prescott si ribella, ma il folle uccide lui e gli altri compagni mentre Bly stende gli altri uomini nel caveau. Prescott cerca di scappare con i soldi, ma arriva la polizia che lo ferma. Barry si scusa con Michael, poi l'ex-spia risolve i bisticci di Sam e Fiona spiegando che aveva chiamato prima lei, ma non aveva risposto e quindi da adesso in poi chiamerà sempre prima Sam. Bly e Mike depongono l'ascia di guerra e l'agente trova il conto alle Cayman per fargli un piacere, ma non ci sono dei nomi e probabilmente era una trappola, pronta a scattare non appena qualcuno l'avesse trovata. Quindi mike ha scoperto le sue carte.
- Altri interpreti: Mark Sheppard (Prescott)

## Verità e riconciliazione
- Titolo originale: Truth & Reconciliation
- Diretto da: Ernest R. Dickerson
- Scritto da: Alfredo Barrios Jr.

### Trama
Mike si deve incontrare con Gustavo, un banchiere delle Isole Cayman, ma l'uomo che si presenta all'appuntamento è un impostore che cerca di ucciderlo. Dopo un combattimento, l'uomo cade dalla balconata. Dopo alcune ricerche Mike scopre che il vero Gustavo è morto.
Intanto un haitiano si presenta da Mike e chiede aiuto per trovare l'assassino di sua figlia, un criminale di nome Jean-Pierre Duman, emigrato in America con la falsa identità di Claude Laurent. Michael in un primo momento non vuole immischiarsi, ma Sam si sente subito coinvolto e inizia a indagare su Duman. Mike, in preda a una crisi di coscienza, acconsente di occuparsi del caso. Nel frattempo Madeline chiede aiuto a Mike per riparare la macchina perché nel quartiere c'è stata una serie di furti che ha coinvolto anche la sua auto, dalla quale hanno rubato la radio bloccando così lo strano meccanismo d'accensione impostato dal marito anni prima.
Sam trova Duman ed è deciso a provare la sua vera identità. Fiona avvicina Duman parlando in francese e si fa invitare a una sua festa a casa e mette una cimice nel suo ufficio. Intanto Claude si presenta alla festa con un megafono e si mette a gridare contro Duman fuori da casa sua; Michael lo porta via appena in tempo e gli chiede di partire per Haiti mentre si occupa della faccenda.
Intanto Fiona cerca il "trafficante di persone" che ha fatto entrare il finto banchiere a Miami. Si tratta di Gary, che ammette di aver portato il falso banchiere a Miami e le parla anche di un magazzino di stoccaggio che Gustavo usava come riferimento.
Sam si vede con gli agenti Lane e Harris dell'FBI per dare loro informazioni su Duman. Mike, invece, si presenta a Duman come Owen Matthews e si dice pronto ad aiutarlo a nascondersi dall'FBI e a cancellare le ultime tracce della sua vera identità, visto che gli sono alle costole. Più tardi lo blocca prima che vada a uccidere Claude e lo invita a fidarsi di lui per eliminare il passato una volta per tutte. Claude è rimasto perché non vuole scappare e intende vendicare finalmente sua figlia.
Mike va da Duman e scopre che suo padre è ancora vivo e, a differenza del figlio, capisce subito che la sua copertura è falsa. Sam salva Mike sparando alla finestra di Duman e permettendogli di scappare. Mentre Lane e Harris decidono di aiutare Sam "ufficiosamente", Fiona attira Duman in un hotel, consentendo a Michael di rapirlo. Il team lo "impacchetta" perché possa tornare ad Haiti con Claude, che ringrazia Mike e ammette che è davvero un uomo d'onore. Madeline ripara l'auto e spiega a Mike che sono stati trovati i ladri. Sam, invece, ringrazia l'FBI per l'aiuto con Duman e offre informazioni anche sul padre in modo che venga incastrato.
Fiona e Michael organizzano l'assalto al magazzino di Gustavo e si trovano a inseguire un uomo che li aspettava. Anche se riesce a scappare, si fa riconoscere: è Victor.

## Spia contro spia
- Titolo originale: Sins of Omission
- Diretto da: Dennie Gordon
- Scritto da: Craig S. O'Neill e Jason Tracey

### Trama
Michael sta riassumendo la storia delle ultime settimane a Carla, tuttavia non le rivela che è stato Victor a cercare di ucciderlo. Madeline viene portata a casa di Mike per la sua sicurezza proprio mentre alla sua porta bussa Samantha, la sua ex-fidanzata della quale nessuno di loro sapeva niente. Mentre Madeline è arrabbiata, Fiona è visibilmente sconvolta.
Samantha ha a che fare con Tyler Brennen che l'aveva contattata per un furto di un microchip contenente informazioni di carattere militare e, per convincerla a collaborare, ha fatto rapire, Charlie, il figlio. Mike viene portato a pensare che possa essere suo, visto che nove anni prima stavano ancora insieme. Dopo avere fatto un sopralluogo sul posto dello scambio, Mike spiega a Fiona che aveva conosciuto Samantha in Russia nel '97, prima di incontrare lei, ma aveva capito che non potevano fare sul serio. Fiona è arrabbiata perché non gliel'hai mai detto.
Intanto Sam scopre che Victor ha un passato da agente ed era stato bruciato da Phillip Cowan, così Mike pensa di poterci fare amicizia. Victor lo contatta e gli promette un incontro al più presto. Allo scambio del chip, Sam e Samantha vanno a recuperare Charlie che però ha una bomba legata al braccio che obbliga Mike a lasciare andare via Brennen. Charlie è più piccolo di quanto aveva detto Samantha, così Mike capisce che non è suo e lei ammette di aver "alterato" la verità per farglielo credere. Mike e Fiona penetrano nell'appartamento di Brennen facendosi notare e usano le loro vere identità per fargli credere che Samantha voglia rubare di nuovo il chip e che gliel'abbia consegnato solo parzialmente. Loro vorrebbero aiutarlo a testarlo. Brennen lo richiama più tardi e porta lui e Fiona a testare il chip in un hangar all'aeroporto e ovviamente il chip risulta completo. Victor li segue e Mike sfrutta la sua presenza per salvarsi da un'uccisione certa, facendo credere a Brennen che sia un uomo di Samantha. Mike allora offre il suo aiuto per proteggere Brennen da Samantha durante la vendita del chip. Mentre continuano le schermaglie fra le due donne di Michael, Samantha parla con Madeline e spiega come mai era finita la loro storia nonostante lei gli avesse chiesto di sposarla. Mike e Fi blindano l'hangar per la vendita, mentre "i due Sam" entrano di nascosto. Brennen però improvvisa e si incontra con i compratori fuori dall'hangar. Sam, costretto a improvvisare, spara per farli fuggire. Ora Brennen si trova nell'impossibilità di vendere il chip che quindi va rimesso a posto prima che si accorgano del furto. Mike e Samantha organizzano una missione insieme e riportano il chip al suo posto, Brennen è soddisfatto ma promette di scoprire verità su ciò che è successo. Samantha lascia Miami salutando Mike con un bacio. Mentre Madeline dorme da lui, Michael spiega a Fiona la situazione: stare con Samantha era facile perché erano simili, poi aveva incontrato lei e fra loro, invece, era tutto difficile. Eppure Fiona lo conosceva davvero e quindi lui aveva lasciato Sam perché non poteva sposarla quando amava un'altra donna. La mattina dopo, Madeline (che ha origliato la conversazione) dice al figlio che Fiona è la donna giusta per lui.
Mike si incontra con Victor che non vuole dargli risposte, allora i due ex-agenti si picchiano e Mike lo stende, decidendo di portarlo via per interrogarlo.

## Alleanze
- Titolo originale: Lesser Evil
- Diretto da: Tim Matheson
- Scritto da: Matt Nix

### Trama
Mentre Carla vuole ancora che Michael le consegni Victor, lui decide di tenerlo in ostaggio per interrogarlo insieme a Sam e Fiona. Parlando con lui, Michael scopre che nonostante Victor lavorasse per Carla, lei aveva poi deciso di far uccidere tutta la sua famiglia. Da allora stava cercando di vendicarsi della sua organizzazione e per farlo uccideva anche i suoi agenti, come aveva tentato di fare con Michael. Per dargli prova di ciò che dice, lo manda sulla sua barca a recuperare una cassettina in cui tiene le foto della moglie e del figlio morti e i ritagli di giornale sulla loro uccisione. Colpito dalla sua storia, Michael decide di allearsi con Victor ed eliminare Carla una volta per tutte usando il dossier pieno di informazioni su Carla che Victor ha nascosto e che potrebbe finalmente obbligarla a uscire di scena, se consegnato alle persone giuste. Inseguiti dagli uomini di Carla, Victor e Michael scappano insieme e si ricongiungono a Fiona, mentre Sam viene mandato a proteggere Madeline da un attacco ordinato da una sempre più vendicativa Carla. Michael, Victor e Fiona recuperano il dossier, poi Mike chiede a Fiona di andare a cercare Sam per aiutarlo con sua madre. Fiona prima lo bacia, sottolineando che non si tratta di un "bacio di addio", poi lo schiaffeggia per ricordagli di essere prudente e tornare tutto intero. Dopo aver fatto saltare in aria mezza casa, Sam e Madeline riescono a scappare, ma la donna lo lascia libero di andare ad aiutare Michael, dicendogli che può cavarsela da sola ed è suo figlio ad avere più bisogno di lei. Quando Fiona si incontra con Sam e entrambi capiscono che è più importante coprire le spalle a Mike, in questo momento.
Michael e Victor tornano alla barca e lì subiscono un'imboscata di Carla che fa sparare a Victor, ferito gravemente, e assediare la barca. Intanto i suoi superiori arrivano in elicottero e iniziano a sorvolare la zona. Mentre Carla cerca di convincere Michael ad arrendersi e fare sì che solo Victor passi come "cattivo", Fiona e Sam sopraggiungono e lei spara a Carla, freddandola.
Victor allora chiede a Michael di finirlo, in modo che lui possa eliminare l'organizzazione di Carla una volta per tutte e allo stesso tempo salvarsi la vita. Michael acconsente e spara a Victor, uccidendolo. Nascoste le lacrime per ciò che ha fatto sotto gli onnipresenti occhiali da sole, Mike esce allo scoperto e si incontra con i superiori di Carla, la "dirigenza". Il capo gli chiede ancora di lavorare per loro, ma Michael rifiuta. L'uomo gli fa capire che se non accetta sarà circondato da tutti i suoi vecchi nemici, che fino ad ora si erano tenuti alla larga solo grazie al loro intervento. Michael dice che correrà il rischio e poi si getta dall'elicottero in mare aperto.